# Koncert za klavir i orkestar u D-duru (Haydn)
Koncert za klavir i orkestar u D-duru, Hob. XVIII:11 je solistički koncert koji je Joseph Haydn skladao vjerojatno prije 1782. godine. Koncert je postao popularan još za Haydnova života i otad ne silazi s koncertnih repertoara.

## Nastanak
Joseph Haydn, "otac simfonije", uz svoje mlađe suvremenike Mozarta i Beethovena bio je velikan bečkog klasicizma. Od 1761. godine do smrti bio je u službi na dvoru Eszterházyjevih. Prekretnica je, međutim, bila 1779. godina, kad je iz novog ugovora izbačena ranija klauzula po kojoj je morao pisati glazbu isključivo za poslodavca, nije smio kopirati djela, a bez suglasnosti poslodavca nije smio ni skladati za druge. Tako je Haydn mogao skladati djela za druge naručitelje i prodavati ih. Time je počela rasti njegova popularnost u Europi.
U tom je razdoblju skladao i Koncert za klavir i orkestar u D-duru. Iako postoji 20-ak izvora ovog koncerta, ne postoji izvorni Haydnov. Stoga nije poznat datum skladanja, a muzikolozi smatraju da je napisan prije 1782. godine. Dvije izdavačke kuće objavile su koncert 1784. godine, bečka Artaria i pariska Boyer. Koncert je postao popularan još za Hajdnova života, jer je čak 8 izdavača objavilo djelo.

## O glazbi
Orkestracija: solo čembalo ili klavir, 2 oboe, 2 roga, gudači
Tonalitet: D-dur
Koncert je izvorno napisan za čembalo ili klavir, u stilu ranog klasicizma.
1. Vivace
2. Un poco adagio
3. Rondo all’ungharese

### 1.Vivace
Prvi stavak u D-duru napisan je u sonatnoj formi u 4/4 taktu. Orkestar uvodi nekoliko tema koje ponavlja solist. Prva tema se zatim razrađuje ponavljanjem motiva naizmenično između solista i dijelova orkestra. Finale sadrži kratku solističku kadencu.

### 2.Un poco adagio
Spori drugi stavak u A-duru je u ternarnoj formi (ABA) u 3/4 taktu. Međutim, stavak je monotematski i Haydn ne uvodi drugu temu, već prvu lirsku temu, koju uvode gudači, preuzima klavir i uljepšava ju ornamentacijama. I ovaj stavak završava solističkom kadencom.

### 3.Rondo all’ungharese
Treći stavak vraća D-dur, a takt je 2/4. Stavak je po tipu rondo, energičan u tempu Allegro assai, ali se refren i kupleti ne izmjenjuju uvijek prema uobičajenoj formi.
U 19. stoljeću osporeno je mađarsko podrijetlo glavne teme trećeg stavka, u kojoj je prepoznato kolo iz Dalmacije i Bosne ("Širi kolo"), ali je koncem 20. stoljeća Bálint Sárosi sličnu igru našao u glazbi transilvanijskih Cigana i verbunkosu (mađ. verbunkoš - stari mađarski ples i glazbeni stil iz 18. stoljeća).
Uobičajeno trajanje koncerta je oko 20 minuta.